# Sierafim Popow
Sierafim Pawłowicz Popow (ros. Серафим Павлович Попов, ur. 8 stycznia?/21 stycznia 1904 we wsi Usmań w guberni woroneskiej, zm. 29 stycznia 1940) – funkcjonariusz radzieckich organów bezpieczeństwa, kapitan bezpieczeństwa państwowego ZSRR.

## Życiorys
Od stycznia 1918 do grudnia 1919 w Czece, od grudnia 1919 do listopada 1920 w Armii Czerwonej, od listopada 1920 do marca 1921 na kursach nadzorców telegrafu w Woroneżu. Od marca 1921 do marca 1933 nadzorca telegrafu w Woroneżu, kierownik rejonowego oddziału łączności i biura pocztowo-telegraficznego, szef okręgowego wydziału łączności, szef wydziału administracyjnego Zarządu Łączności Obwodu Centralno-Czarnoziemskiego, od 1928 w WKP(b), 1930-1931 na kursach Woroneskiego Wieczorowego Uniwersytetu Komunistycznego. Od kwietnia 1930 do maja 1932 pełnomocnik operacyjny Pełnomocnego Przedstawicielstwa OGPU Obwodu Centralno-Czarnoziemskiego, od maja 1932 do stycznia 1937 kolejno pełnomocnik operacyjny, szef oddziału, pomocnik szefa Wydziału Tajno-Politycznego Pełnomocnego Przedstawicielstwa OGPU Kraju Zachodniosyberyjskiego, pomocnik szefa i szef oddziału I, zastępca szefa Wydziału Tajno-Politycznego/Wydziału IV Zarządu Bezpieczeństwa Państwowego (UGB) Zarządu NKWD Kraju Zachodniosyberyjskiego. Od 22 marca 1936 młodszy porucznik, a od 30 grudnia 1936 starszy porucznik bezpieczeństwa państwowego. Od 17 stycznia do 17 października 1937 szef Wydziału IV UGB Zarządu NKWD Kraju Zachodniosyberyjskiego, 22 sierpnia 1937 awansowany na kapitana bezpieczeństwa państwowego, od 1 października 1937 do 17 grudnia 1938 szef Zarządu NKWD Kraju Ałtajskiego. 22 lipca 1937 odznaczony Orderem Lenina. 17 grudnia 1938 aresztowany, następnie rozstrzelany.